# Victoria Holmes
Œuvres principales
- La Guerre des clans

Victoria Holmes, née le 17 juillet 1975 dans le comté de Berkshire en Angleterre, est une écrivaine anglaise écrivant sous le pseudonyme partagé de Erin Hunter. 

## Carrière littéraire
En 2003, l'éditeur HarperCollins demande à Victoria Holmes d'écrire une collection de livres de fantasy autour du sujet des chats harets, mais elle est très peu enthousiaste car elle préfère les chevaux et n'est pas intéressée par la fantasy. Elle « ne pouvait imaginer avoir suffisamment d'idées ». Cependant, elle travaille sur le concept, enrichissant l'intrigue avec des guerres, de la politique, des vengeances, des amours impossibles et des conflits religieux. Bien que l'idée de départ soit de créer un unique roman, elle crée suffisamment de matière pour écrire plusieurs livres, et l'éditeur décide de créer une série en six volumes. 
Victoria Holmes est également l'autrice de Rider in the Dark en 2004, The Horse from the Sea en 2005 et Heart of Fire en 2006.